# 康德学院 (艾克滕博诺)
康德学院（英語：Concord College），位于英国什鲁斯伯里艾克滕博诺村一個原属艾克滕博诺城堡的庄园之上，为一所私立中学，提供课程包括九年级，中等教育普通证书以及普通教育高级程度证书。在校学生以国际生为主。该校学业成绩优异，20/21年度参加英国普通教育高级程度证书考试的学生中，94%获得A*-A的成绩，11名学生入读剑桥大学或牛津大学。

## 学校建筑历史
学校大堂建于十八世纪，现为二级登录建筑，附近的艾克滕博诺城堡则为一级登录建筑。

## 知名事件
2017年，在一张上传至社交平台Instagram的合影中，乌克兰时任总统彼得·波罗申科十六岁的幼子米哈伊洛被发现身着印有拉丁字母"Russia"的俄制短袖汗衫（2014年索契冬奥会周边产品，售价5,550俄罗斯卢布），该行为立刻招致乌克兰国内的大量批评声音，而此人当时正是就读于康德学院。